# Aeroporto 17 de Setembro
O Aeroporto 17 de Setembro, também conhecido como Aeroporto de Benguela, é um aeroporto situado em Benguela, em Angola. Durante a época portuguesa tinha o nome de Aeroporto Venâncio Deslandes.
Construído em 1963, possui 1620 metros de comprimento e 30 metros de largura, podendo receber aeronaves de pequeno e médio porte, servindo de suporte ao Aeroporto Internacional da Catumbela.
Durante a Guerra Civil de Angola era o aeroporto civil, enquanto que o vizinho Aeroporto do Lobito servia como base militar da Força Aérea Nacional de Angola.
Recebe o nome "17 de Setembro" em homenagem ao Dia do Herói Nacional.